# براكوبا
براكوبا (بالبرتغالية: Pracuúba‏) هي بلدية تقع في البرازيل في أمابا.[بحاجة لمصدر] يقدر عدد سكانها بـ 3,783 نسمة ومساحتها 4,957 كم2 .